# 1525년

## 연호
- 명(明) 가정(嘉靖) 4년
- 일본(日本) 다이에이(大永) 5년
- 후 레 왕조(後黎朝) 통응우옌(統元) 4년

## 기년
- 류큐(琉球) 쇼신왕(尚真王) 49년
- 명(明) 세종 가정제(世宗 嘉靖帝) 4년
- 조선(朝鮮) 중종(中宗) 20년
- 후 레 왕조(後黎朝) 공황(恭皇) 4년

## 사건
- 독일의 종교개혁자 토마스 뮌처가 독일농민혁명을 지도.
- 2월 24일 - 파비아 전투에서 신성로마제국이 프랑스를 격파하다.
- 6월 13일 - 마르틴 루터 가톨릭교회 수녀인 카타리나 폰 보라와 결혼

## 사망
- 제안대군 - 예종의 둘째아들, 성종의 사촌아우, 연산군과 중종의 당숙.
- 5월 25일 - 프리드리히 3세 폰 작센 선제후